# Ratková
Ratková és un poble i municipi d'Eslovàquia que es troba a la regió de Banská Bystrica.

## Història
La primera menció escrita de la vila es remunta al 1413.

## Demografia
| Godina             | 1994 | 2004   | 2014   | 2024    |
| ------------------ | ---- | ------ | ------ | ------- |
| Nombre de persones | 525  | 562    | 583    | 650     |
| Diferència         |      | +7,04% | +3,73% | +11,49% |

| Godina             | 2023 | 2024   |
| ------------------ | ---- | ------ |
| Nombre de persones | 648  | 650    |
| Diferència         |      | +0,30% |